# 宰恩鎮區 (明尼蘇達州斯特恩斯縣)
宰恩鎮區（英語：Zion Township）是位於美國明尼蘇達州斯特恩斯縣的一個行政鎮區。

## 歷史
宰恩鎮區於1867年成立，得名自位於耶路撒冷的锡安山（Mount Zion）。

## 地方資料
宰恩鎮區的面積為91.86平方千米，當中陸地面積為91.81平方千米，而水域面積為0.05平方千米。根據2020年美國人口普查的數據，當地共有人口303人，而人口密度為每平方千米3.3人。